# سیارک ۲۴۳۴۵۸
سیارک ۲۴۳۴۵۸ (به انگلیسی: 243458 Bubulina، نامگذاری:2009QQ38)۲۴۳۴۵۸مین سیارک کشف شده‌است که در ۳۱ اوت ۲۰۰۹ کشف شد.